# Mindre hälleflundra
Mindre hälleflundra (Reinhardtius hippoglossoides), även kallad hellefisk, är en halvpelagisk plattfisk ur flundrefiskarnas familj som lever i östra Nordatlantens djupare vatten.

## Utseende
Den mindre hälleflundran är en avlång plattfisk med stor mun och kraftiga, vassa tänder. Färgen kan variera. Även blindsidan (vänstra sidan) är pigmenterad. Vänsterögat har inte helt flyttat över till ögonsidan, utan sitter mitt i ryggen. Maxlängden är 130 cm, och största vikt 50 kg. Hanar går dock sällan över 80 cm och 8 kg, honor sällan över 100 cm och 20 kg.

## Vanor
Till skillnad från de flesta andra plattfiskar är den mindre hälleflundran en semipelagisk fisk, som ofta simmar på högkant. Den pigmenterade blindsidan och ögonens placering anses vara en anpassning till detta. Arten föredrar djupt, kallt vatten, mellan -1 °C och 4 °C samt ner till 2 000 m; oftast håller den dock sig mellan 500 och 1 000 m. Födan består av fisk, kräftdjur och andra bottendjur. Även bläckfisk tas. Största noterade ålder är 30 år.

### Fortplantning
Hanarna blir könsmogna vid 7 till 8 års ålder, honorna vid en ålder av 9 till 11 år. Den mindre hälleflundrans parningstid infaller under sommaren, då honan kan lägga upptill 50 000 pelagiska ägg på ett djup mellan 600 och 1 200 m. Även ynglen är pelagiska.

## Utbredning
Den mindre hälleflundran lever i norra halvklotets hav. I Atlanten finns den från Kanada och New Jersey i USA till Grönland, Spetsbergen och längs Norges kust till Barents hav samt söderöver till Irland. I norra Stilla havet förekommer den från Japanska havet till Alaska och söderöver till norra Baja California i Mexiko.

## Kommersiell användning
En uppskattad matfisk som fångas med långrev eller trål. Inte minst för det grönländska fisket har den stor betydelse. Arten går att odla, men det är mindre vanligt 2023.